# Enrico Pea
Œuvres principales
La Maremmana
Peccati in piazza
Enrico Pea, né le 29 octobre 1881 à Seravezza et mort le 11 août 1958 à Forte dei Marmi, est un écrivain, poète et dramaturge italien, lauréat du prix Viareggio.

## Œuvre
Romans
- Fole, éd. Industrie grafiche, Pescara, 1910
- Moscardino, éd. Treves, Milan 1922
- Il Volto Santo, éd. Vallecchi, Florence 1924
- Il servitore del diavolo, éd. Treves, Milan, 1931
- Forestiero, éd. Vallecchi, Florence, 1937
- La Maremmana, Vallecchi, 1937 – prix Viareggio 1938
- Il Trenino dei Sassi, éd. Vallecchi, Florence, 1940
- Il Solaio, éd. Sansoni, Florence, 1941
- Magoometto, éd. Garzanti, Milan, 1942
- L'acquapazza, éd. Le Monnier, Florence, 1942
- Lisetta, éd. Mondadori, Milan, 1946
- Malaria di guerra, éd. Garzanti, Milan, 1947
- Vita in Egitto, 1949
- Zitina, éd. Vallecchi, Florence, 1949
- Peccati in piazza, éd. Sansoni, Florence, 1956 – prix Napoli 1956
- Memorie e fughe (1926-1958), éd. ETS

Poésie
- Montignoso, éd. Puccini, Ancona, 1912
- Lo spaventacchio, éd. de La Voce, 1914
- Arie bifolchine, 1943

Théâtre
- Giuda, éd. Diana, Naples, 1918
- Prime piogge d'ottobre, éd. Diana, Naples, 1919
- Rosa di Sion, éd. Diana, Naples, 1920
- La Passione di Cristo, éd. Pezzini, Viareggio, 1923